# Liste der Stolpersteine im Kölner Stadtteil Rodenkirchen
Die Liste der Stolpersteine im Kölner Stadtteil Rodenkirchen führt die vom Künstler Gunter Demnig verlegten Stolpersteine im Kölner Stadtteil Rodenkirchen auf.
Die Liste der Stolpersteine beruht auf den Daten und Recherchen des NS-Dokumentationszentrums der Stadt Köln, zum Teil ergänzt um Informationen und Anmerkungen aus Wikipedia-Artikeln und externen Quellen. Ziel des Kunstprojektes ist es, biografische Details zu den Personen, die ihren (letzten) freiwillig gewählten Wohnsitz in Köln hatten, zu dokumentieren, um damit ihr Andenken zu bewahren.
Anmerkung: Vielfach ist es jedoch nicht mehr möglich, eine lückenlose Darstellung ihres Lebens und ihres Leidensweges nachzuvollziehen. Insbesondere die Umstände ihres Todes können vielfach nicht mehr recherchiert werden. Offizielle Todesfallanzeigen aus den Ghettos, Haft-, Krankenanstalten sowie den Konzentrationslagern können oft Angaben enthalten, die die wahren Umstände des Todes verschleiern, werden aber unter der Beachtung dieses Umstandes mitdokumentiert.
| Bild                                                                | Name sowie Details zur Inschrift                                                                              | Adresse                                                   | Zusätzliche Informationen |
| ------------------------------------------------------------------- | --- | --------------------------------------------------------- | --- |
| Stolperstein für Clara Johanna Deutsch (Walter-Rathenau-Straße 13)  | Hier wohnte Clara Johanna Deutsch, geb. Fleischer (Jahrgang 1867) Deportiert 1942 Theresienstadt Ermordet     | Walther-Rathenau-Str. 13 (früher Kaiserstraße) (Standort) | Der Stolperstein erinnert an Clara Johanna Deutsch (geborene Fleischer), geboren am 20. Dezember 1867 in Boskovice. Die Hausfrau Clara (auch Klara) Johanna Deutsch war die Ehefrau von Siegmund Deutsch und die Mutter der gemeinsamen Kinder Felicitas (geb. 9. November 1898), Ilse Franziska (geb. 23. Februar 1900) und Curt Anton Martin (geb. 21. Oktober 1905). Am 27. Juli 1942 wurde sie, ihr Ehemann und ihre Tochter Ilse Franziska mit dem Transport III/2 vom Bahnhof Deutz-Tief in das Ghetto Theresienstadt deportiert. Dort starb sie am 16. März 1943. |
| Stolperstein für Ilse Franziska Deutsch (Walter-Rathenau-Straße 13) | Hier wohnte Ilse Franziska Deutsch (Jahrgang 1900) Deportiert 1942 Theresienstadt Ermordet                    | Walther-Rathenau-Str. 13 (früher Kaiserstraße) (Standort) | Der Stolperstein erinnert an Ilse Franziska Deutsch, geboren am 23. Februar 1900 in Elberfeld. Die Mittelschullehrerin Ilse Franziska Deutsch war die Tochter von Clara Johanna und Siegmund Deutsch. Am 27. Juli 1942 wurde sie und ihre Eltern mit dem Transport III/2 vom Bahnhof Deutz-Tief in das Ghetto Theresienstadt deportiert. Am 15. Mai 1944 wurde sie mit dem Transport Dz (Transportnummer 843) in das Vernichtungslager Auschwitz verbracht, dort verliert sich ihre Spur. |
| Stolperstein für Siegmund Deutsch (Walter-Rathenau-Straße 13)       | Hier wohnte Siegmund Deutsch (Jahrgang 1864) Deportiert 1942 Theresienstadt Ermordet 26. Oktober 1942         | Walther-Rathenau-Str. 13 (früher Kaiserstraße) (Standort) | Der Stolperstein erinnert an Siegmund Richard Deutsch, geboren am 9. März 1864 in Neu-Raussnitz. Der Architekt und Bauingenieur Siegmund Deutsch war mit Clara Johanna, geborene Fleischer (geb. 2. Dezember 1867) verheiratet. Gemeinsam hatten sie drei Kinder (Felicitas, geb. 9. November 1898, Ilse Franziska, geb. 23. Februar 1900 und Curt Anton Martin, geb. 21. Oktober 1905). Über seine Akademische Ausbildung ist nichts bekannt. 1898 lebte die Familie in Hüningen wo Tochter Felicitas geboren wurde. 1899 zog die Familie nach Elberfeld wo Tochter Ilse Franziska geboren wurde und Siegmund Deutsch als Lehrer an der Königlich Preußische Baugewerkschule tätig war. Die Familie konvertierte vom Judentum zum evangelischen Glauben und zog am 21. September 1900 nach Münster, wo Sohn Curt Anton Martin geboren wurde und Siegmund Deutsch als Oberlehrer an der Baugewerkschule unterrichtete. Hier verfasste er 1906 das Standardwerk Der Wasserbau. Am 26. September 1907 übersiedelte die Familie nach Köln wo Siegmund Deutsch eine Dozentenstelle an der Kölner Baugewerkschule annahm. Seit 1914 unterrichtete er dort als Oberlehrer und Professor und seit 1922 als Studienrat und Professor bis zu seiner Pensionierung im Jahre 1929 die Fächer Bauphysik und Baumaterialienkunde. Um 1932 kaufte er das Haus in der Walther-Rathenau-Straße 13 in Rodenkirchen, wo er mit Frau und Tochter Ilse Franziska wohnte. Am 14. Januar 1935 wurde Siegmund Deutsch aus dem Architekten- und Ingenieur-Verein (AIV), dem er seit 1910 angehörte, ausgeschlossen. Seit 1935 wohnte auch Tochter Franziska wieder bei ihnen. 1938 mussten sie ihr Haus verlassen und zogen in die Maternusstraße 6 in Rodenkirchen. Gemeinsam mit seiner Frau, Tochter Ilse Franziska wurde er am 27. Juli 1942 vom Bahnhof Deutz-Tief in das Ghetto Theresienstadt deportiert, wo sie starben. Laut Todesfallanzeige soll Siegmund Deutsch an „Gehirnverkalkung“ gelitten haben und an „Herzmuskelentartung“ gestorben sein. Das Schicksal von Felicitas und Curt Anton Deutsch ist unbekannt. |
|                                                                     | Hier wohnte Adolf Isay (Jahrgang 1875) mit Hilfe versteckt überlebt                                           | Uferstraße 30 (Standort)                                  | Die Stolpersteine erinnern an Theresia Isay und Adolf Isay Theresia Isay kam 1880 in Wien in einer christlichen Familie als Theresia Liederer zur Welt. Adolf Isay, 1875 in Köln geboren, stammte aus einer alteingesessenen jüdischen Kaufmannsfamilie. Sein Vater Jacob hatte zusammen mit seinem Bruder Moritz 1871 in Köln eine Großhandlung für Tücher, Woll- und Strickwaren gegründet. Nach dem Ausscheiden der beiden Firmengründer führte Adolf Isay zusammen mit seinem Bruder Siegfried und einem Cousin das Unternehmen in bester Kölner Innenstadtlage – an der Zeppelinstraße/Ecke Alte Post – fort. Die Ehe von Theresia und Adolf Isay war kinderlos. Das Ehepaar lebte in Rodenkirchen in der Uferstraße 30. Nach der Machtübernahme der Nationalsozialisten wurde das „Geschäft für Trikot und Strumpfwaren der Brüder Isay“ 1933 in die „Wistri Gesellschaft für deutsche Wirk- und Strickwaren GmbH“ umgewandelt und wenig später unter Wert verkauft. Am 1. April 1933 durchsuchte eine Abordnung der SS ihr Haus und entwendete Wertgegenstände. Am Abend des 9. November 1938, kurz vor Beginn der Novemberpogrome, wurde Adolf Isay verhaftet. Allein der Einsatz seiner Ehefrau bewahrte ihn vor einer Deportation in das KZ Dachau. Nur wenige Tage später drohte man ihm mit der Enteignung des Hauses in der Uferstraße. Er verkaufte das Gebäude daraufhin an seinen Neffen Franz Weiss, und das Ehepaar zog an den Bayenthalgürtel 43. Als ihre neue Bleibe im Juli 1943 ausgebombt wurde, begann für Theresia und Adolf Isay eine fast zweijährige Odyssee. Zunächst kamen sie bei Franz Weiss und seiner Familie in ihrem ehemaligen Haus an der Uferstraße unter, mussten die Unterkunft jedoch bald wieder verlassen, weil Adolf Isay als Jude nicht mit seinen christlichen Großnichten unter einem Dach wohnen durfte. Drei Monate lebten sie versteckt bei dem Unternehmer Carl W. Löwe in der Eugen-Langen-Straße 2 in Marienburg, bevor sie zurück in das schwer beschädigte Haus am Bayenthalgürtel zogen und sich dort bis zur endgültigen Zerstörung des Gebäudes im Sommer 1944 im Keller versteckten. Die letzten Monate bis zur Befreiung Kölns am 6. März 1945 verbrachten Adolf und Theresia Isay in getrennten Verstecken, sahen sich jedoch täglich. Nach Ende des Krieges zog das Ehepaar zurück in das Haus in Rodenkirchen. Theresia Isay starb am 10. September 1953, Adolf Isay am 14. Mai 1956. Adolf Isay war der Bruder von Dr. Arthur Isay. |
|                                                                     | Hier wohnte Theresia Isay, geb. Liederer (Jahrgang 1880) mit Hilfe versteckt überlebt                         | Uferstr. 30 (Standort)                                    | Die Stolpersteine erinnern an Theresia Isay und Adolf Isay Theresia Isay kam 1880 in Wien in einer christlichen Familie als Theresia Liederer zur Welt. Adolf Isay, 1875 in Köln geboren, stammte aus einer alteingesessenen jüdischen Kaufmannsfamilie. Sein Vater Jacob hatte zusammen mit seinem Bruder Moritz 1871 in Köln eine Großhandlung für Tücher, Woll- und Strickwaren gegründet. Nach dem Ausscheiden der beiden Firmengründer führte Adolf Isay zusammen mit seinem Bruder Siegfried und einem Cousin das Unternehmen in bester Kölner Innenstadtlage – an der Zeppelinstraße/Ecke Alte Post – fort. Die Ehe von Theresia und Adolf Isay war kinderlos. Das Ehepaar lebte in Rodenkirchen in der Uferstraße 30. Nach der Machtübernahme der Nationalsozialisten wurde das „Geschäft für Trikot und Strumpfwaren der Brüder Isay“ 1933 in die „Wistri Gesellschaft für deutsche Wirk- und Strickwaren GmbH“ umgewandelt und wenig später unter Wert verkauft. Am 1. April 1933 durchsuchte eine Abordnung der SS ihr Haus und entwendete Wertgegenstände. Am Abend des 9. November 1938, kurz vor Beginn der Novemberpogrome, wurde Adolf Isay verhaftet. Allein der Einsatz seiner Ehefrau bewahrte ihn vor einer Deportation in das KZ Dachau. Nur wenige Tage später drohte man ihm mit der Enteignung des Hauses in der Uferstraße. Er verkaufte das Gebäude daraufhin an seinen Neffen Franz Weiss, und das Ehepaar zog an den Bayenthalgürtel 43. Als ihre neue Bleibe im Juli 1943 ausgebombt wurde, begann für Theresia und Adolf Isay eine fast zweijährige Odyssee. Zunächst kamen sie bei Franz Weiss und seiner Familie in ihrem ehemaligen Haus an der Uferstraße unter, mussten die Unterkunft jedoch bald wieder verlassen, weil Adolf Isay als Jude nicht mit seinen christlichen Großnichten unter einem Dach wohnen durfte. Drei Monate lebten sie versteckt bei dem Unternehmer Carl W. Löwe in der Eugen-Langen-Straße 2 in Marienburg, bevor sie zurück in das schwer beschädigte Haus am Bayenthalgürtel zogen und sich dort bis zur endgültigen Zerstörung des Gebäudes im Sommer 1944 im Keller versteckten. Die letzten Monate bis zur Befreiung Kölns am 6. März 1945 verbrachten Adolf und Theresia Isay in getrennten Verstecken, sahen sich jedoch täglich. Nach Ende des Krieges zog das Ehepaar zurück in das Haus in Rodenkirchen. Theresia Isay starb am 10. September 1953, Adolf Isay am 14. Mai 1956. Adolf Isay war der Bruder von Dr. Arthur Isay. |
| Stolperstein Dr. Arthur Isay                                        | Hier wohnte Dr. Arthur Isay (Jahrgang 1885) deportiert 1942 Theresienstadt ermordet 16.11.1942                | Hauptstraße 50 (Standort)                                 | Der Stolperstein erinnert an Dr. Arthur Isay, geboren am 20. Dezember 1867 in Boskovice. Er war der Bruder von Adolf Isay. |
| Stolperstein für Salomon Salomon (Maternusstraße 36)                | Hier wohnte Salomon Salomon (Jahrgang 1869) Deportiert 1942 Theresienstadt 1942 Treblinka Ermordet            | Maternusstr. 36 (Standort)                                | Der Stolperstein erinnert an Salomon Salomon, geboren am 4. April 1869 in Zündorf. Am 27. Juli 1942 wurde Salomon Salomon mit dem Transport (III/2) in das Ghetto Theresienstadt deportiert. Von Theresienstadt aus wurde er mit dem Transport Bo (Nr. 1895) am 19. September 1942 in das Vernichtungslager Treblinka verschleppt. Von den 1979 Häftlingen des Transports hat keiner überlebt. |
| Stolperstein für Anna Sophia Simon (Walther-Rathenau-Str. 10)       | Hier wohnte Anna Sophia Simon, geb. Hecht (Jahrgang 1867) Deportiert 1942 Theresienstadt Tot 22. Oktober 1942 | Walther-Rathenau-Str. 10 (früher Kaiserstraße) (Standort) | Der Stolperstein erinnert an Anna Sophia Simon, geborene Hecht,geboren am 4. Oktober 1867 in Köln. Die Tochter des Kölner Kaufmanns Moses Hecht und seiner Frau Sibilla war mit dem Bankier Siegfried Simon verheiratet. Gemeinsam mit ihrem Mann und ihrer Tochter wurde sie am 15. Juni 1942 vom Ghettohaus Beethovenstraße in der Kölner Innenstadt ins Ghetto Theresienstadt verschleppt. Hier starb sie vier Monate später, am 22. Oktober 1942. |
| Stolperstein für Emma Simon (Walther-Rathenau-Str. 10)              | Hier wohnte Emma Simon (Jahrgang 1898) Deportiert 1941 Theresienstadt Ermordet in Auschwitz                   | Walther-Rathenau-Str. 10 (früher Kaiserstraße) (Standort) | Der Stolperstein erinnert an Emma Simon, auch Emma Esther Simon, geboren am 15. Januar 1894 in Köln. Emma Esther Simon war die Tochter des Bankiers Siegfried Simon und seiner Frau Anna. Gemeinsam mit ihren Eltern wurde sie am 15. Juni 1942 vom Ghettohaus Beethovenstraße in das Ghetto Theresienstadt deportiert. Während ihre Eltern innerhalb von wenigen Monaten in Theresienstadt verstarben, wurde sie am 29. Januar 1943 mit dem Transport Ct (Transportnr. 178) von Theresienstadt nach Auschwitz deportiert. Hier verliert sich ihre Spur. |
| Stolperstein für Siegfried Simon (Walther-Rathenau-Str. 10)         | Hier wohnte Siegfried Simon (Jahrgang 1860) Deportiert 1942 Theresienstadt Tot 22. November 1942              | Walther-Rathenau-Str. 10 (früher Kaiserstraße) (Standort) | Der Stolperstein erinnert an Siegfried Simon, geboren am 17. Juni 1860 in Lechenich. Siegfried Vitezslav Simon, der Sohn des Vorstehers der Synagogengemeinde in Lechenich Jacob Simon und seiner Frau Esther war in Köln als Bankier tätig und führte mit Franz Max Simon in Rodenkirchen das Bankhaus Siegfried Simon. Er war mit der Kölnerin Anna Sophia Hecht verheiratet. Das Ehepaar wohnte bis kurz vor ihrer Deportation in Rodenkirchen. Sie mussten ihre Wohnung verlassen und in das Ghettohaus in der Beethovenstraße ziehen. Von hier wurden sie am 15. Juni 1942 nach Theresienstadt deportiert. Hier wurde er im Gebäude Q 607 (Rathausgasse 7) interniert. Nach der im Ghetto ausgestellten Todesfallanzeige starb Siegfried Simon am 22. November 1942 an „Altersschwäche“. |

## Quelle
- NS-Dokumentationszentrum - Stolpersteine | Erinnerungsmale für die Opfer des Nationalsozialismus (Stadtteilliste Rodenkirchen)